# 짐 캐럴

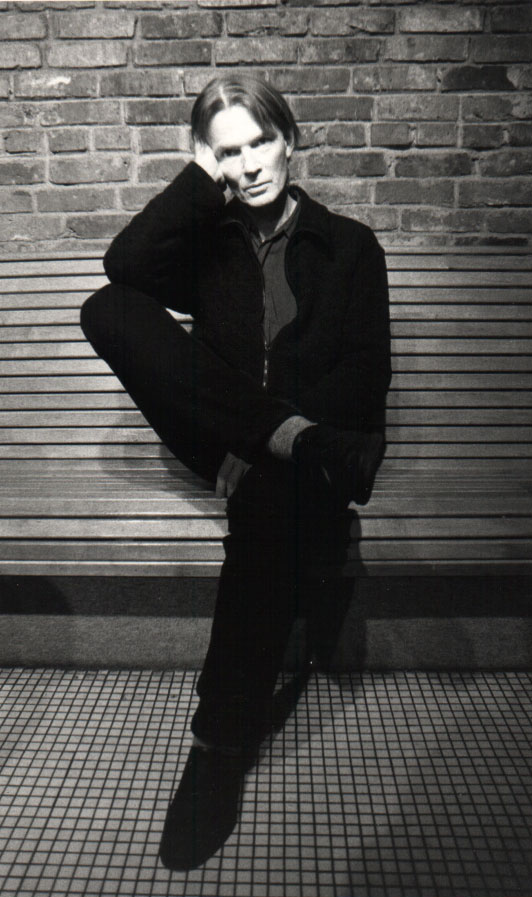
짐 캐럴

제임스 데니스 캐럴(James Dennis Carroll, 1949년 8월 1일 ~ 2009년 9월 11일)은 미국의 작가이다.